# Zulime Taft

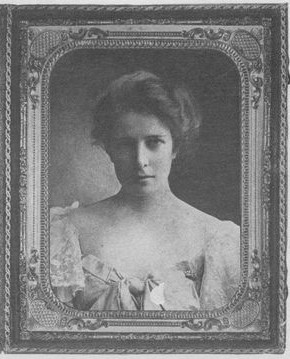
Zulime Taft

Zulime Mauna Tetie Taft Garland (* 4. März 1870 in Elmwood, Illinois; † 17. Dezember 1942 Los Angeles, Kalifornien) war eine US-amerikanische Malerin und Bildhauerin.

## Leben
Zulime Taft war die Tochter von Don Carlos Taft und seiner Frau Mary Lucy Foster. Ihr Vater war Professor für Geologie und Zoologie und lehrte an verschiedenen High Schools. Ihr Bruder war der Bildhauer Lorado Taft und sie hatte zwei Schwestern. Nach dem Tod der Mutter zog sie zu ihrem Bruder nach Chicago. Gemeinsam mit ihrem Bruder reiste sie nach Paris, wo sie fünf Jahre Malerei und Bildhauerei studierte.
Zurück in Chicago arbeitete sie zusammen mit ihrem Bruder an Werken für die 1893 in Chicago stattfindende World’s Columbian Exposition. Sie gehörte zu den Künstlerinnen, die unter der Bezeichnung White Rabbits bekannt wurden. Sie schuf die allegorische Figur Learning für das Illinois Building und eine Flying Victory.
Im Jahr 1899 heiratete Zulime Taft den Schriftsteller und späteren Pulitzer-Preisträger Hamlin Garland, der im Jahr 1922 mit A daughter of the Middle Border eine Fortsetzung seines Werkes A son of the Middle Border veröffentlichte und dafür mit dem Pulitzer-Preis in der Kategorie Biographie oder Autobiographie ausgezeichnet wurde.
Zulime Taft Garland hatte zwei Töchter. Sie starb am 17. Dezember 1942.